# 형도 (섬)
형도(衡島) 또는 저울이섬은 경기도 화성시 송산면 독지리에 있던 섬으로, 시화방조제 건설과 함께 육지가 되었다. 형도라는 이름은 섬 주변의 어부들이 바닷물이 어느 정도 들어왔나를 알아보는 기준이 되는 섬이라고 해서, 마치 저울대[衡]와 같은 섬이라 하여 붙었다. 원래 무인도였는데 3·1 운동 때 사람들이 정착하였고, 한국 전쟁 후에는 피난민이 들어오면서 큰 마을을 이루었다.
섬 중앙에는 계명산이라는 신성시되는 산이 있고 산 위에는 봉화대와 동굴이 있었는데, 시화방조제 건설 당시에 이 산을 헐어 매립에 사용하면서 봉화대와 동굴은 없어졌다. 계명산은 가운데 부분이 깎여 나갔고, 섬 주변의 갯벌도 사라져 어업이 불가능해졌다. 1967년 3월 1일부터 1999년 9월 1일까지 마산초등학교 형도분교장이 있었다. 2009년에는 대부도 방아머리에서 형도를 거쳐 우음도까지 이어지는 도로가 개통되었다.
아직도 마을버스가 운행중이기도 하지만 마을과 섬 뒷쪽으로는 진입금지 되어 있어 차량으로 지나갈수 없다.